# G-Mode
G-Mode Co., Ltd. é uma empresa sediada em Tóquio, Japão, que desenvolve e distribui jogos em Java para celulares compatíveis. A empresa também licencia conteúdo para operadoras de telecomunicações móveis e tem envolvimento na fabricação de equipamentos dos jogos do telefone móvel.

## História
Fundada em 2000, a G-Mode viu potencial em jogos para celulares e obteve os direitos de Tetris no Japão, os quais utiliza até hoje para continuar a ser uma das principais empresas da indústria de entretenimento móvel no Japão. Em 2004, adquiriu o catálogo de jogos da Data East Corporation e atualmente licencia esses títulos para o Virtual Console do Nintendo Wii, Gametap, plataformas móveis e recentemente para o console Zeebo. Em 2005 a empresa recebe investimentos da Gungho Online Entertainment. Em dezembro de 2007 é lançado o site oficial Data East.